# La Matinale
La Matinale est une émission de télévision française, matinale de Canal+, diffusée du lundi au vendredi de 6 h 57 à 8 h 25 en clair et en direct, entre 2004 et 2013,.

## Concept
La Matinale est le talk show du matin de Canal+. Son concept s'inspire de celui de l'émission Télématin sur France 2 (elle-même inspirée du 7/9 de Michel Denisot, une des toutes premières émissions de la chaîne cryptée) : toutes les demi-heures, un journal d'information puis des sujets plus légers, des chroniques (revue de presse, « politique la chronique », « culture », « le monde en question », « j'aime, j'aime pas », ou encore « vox populo ») et des invités (dont un politique).
Elle était rediffusée juste après à 8h45 sur Canal+ Décalé.

## Historique
Créée le lundi 6 septembre 2004, l'émission est initialement coprésentée par Thierry Gilardi et Stéphanie Renouvin (plus spécialement chargée de la partie informations). À partir d'octobre 2004, à la suite du départ de Thierry Gilardi sur TF1, Bruce Toussaint en devient le coprésentateur toujours avec Stéphanie Renouvin.
Lors de la saison 2004/2005, l'émission est diffusée sur Canal+ mais également sur I>Télé, la chaîne d'information en continu du groupe Canal+. L'émission est reconduite à la rentrée 2005 mais seulement sur Canal+ : I>Matin, une matinale spécifique à I>Télé est alors mise à l'antenne avec Laurent Bazin et Nathalie Iannetta.
La Matinale fête sa 300e le lundi 16 janvier 2006.
À partir de septembre 2006, Élé Asu remplace Stéphanie Renouvin pour présenter les journaux. La Matinale est rallongée de dix minutes pour s'achever à 8 h 45 au lieu de 8 h 35, lors des deux premières saisons. La Matinale fête sa 600e le 12 avril 2007, en compagnie des deux rappeurs marseillais, Akhenaton et Shurik'N.
En juin 2008, Bruce Toussaint quitte La Matinale pour reprendre en septembre 2008 L'Édition spéciale et succéder à Samuel Étienne à la tête de l'émission de la mi-journée de Canal+.
Le 1er septembre 2008, Maïtena Biraben lui succède aux commandes de La Matinale,. L'émission reprend le format initial de 90 minutes. À la fin de la saison 2011-2012, après quatre saisons, Maïtena Biraben cesse de présenter l'émission.
En septembre 2012, Ariane Massenet, venue du Grand Journal, reprend la présentation de La Matinale du lundi au jeudi. Nathalie Iannetta anime l'émission le vendredi. À la présentation des journaux, Kady Adoum-Douass succède à Élé Asu, appelée à présenter les journaux de la mi-journée sur D8. Consécutivement à l'arrivée d'Ariane Massenet et au départ de Maitena Biraben, l'émission subit une chute significative de son audience atteignant -35 %. Le 18 juin 2013, Canal+ annonce la fin de cette émission.

### Remplaçants
Jusqu'en juin 2008, Bruce Toussaint n'a pas de joker attitré. Léon Mercadet, Marie Colmant et Caroline Roux s'y sont tous essayé tour à tour, sans pour autant qu'un des trois ne soit officialisé dans ce rôle[réf. souhaitée].
Depuis le 1er septembre 2008, Caroline Roux assure la présentation de l'émission en remplacement de Maïtena Biraben lors de ses absences.
Christophe Beaugrand et Émilie Besse animent provisoirement une version raccourcie de La Matinale, intitulée Matin Info, du 30 juin 2008 au 18 juillet 2008 avant d'être remplacés par Thomas Joubert et Sonia Chironi jusqu'au 29 août 2008.

### Participants
Élé Asu (2006-2012) 
Léon Mercadet (2004-2013)  
Gilles Delafon (2004-2013)  
Kady Adoum-Douass (2012-2013) 
Nicolas Bouzou (2011-2013) 
Xavier Leherpeur (2004-2013) 
Julia Molkhou (2012-2013) 
Apolline de Malherbe (2012-2013) 
Clara Dupont-Monod (2009-2013) 
Aude Pépin (2012-2013) 
 Marie Audran (2012-2013) 
 Sylvère Henry-Cissé (2009-2013) 
 Abdel Bounane (2010-2013) 
 Oriane Jeancourt (2012-2013) 
Cyrille Eldin (2010-2012) 
Caroline Roux (2006-2012) 
Julia Vignali (2010-2012) 
Daphné Bürki (2006-2008) 
 Valerie Astruc (2005-2006)

### Plateau
Bâtiment Espace Lumière, Groupe Canal+, 48 quai du Point-du-Jour à Boulogne-Billancourt
Le décor du plateau initial datant de septembre 2004 est modifié à la rentrée 2005.
Le décor mis à l'antenne en septembre 2006 s'ouvre vers l'extérieur avec de larges fenêtres et est également utilisé lors des soirées Ligue des champions.

### Records d'audience
Le 5 mars 2007, La Matinale réalise sa meilleure part d'audience depuis sa création en septembre 2004 avec 7,7 % de part de marché. Ce record est dépassé le 3 décembre 2007 car l'émission réunit 283 000 téléspectateurs soit 7,8 % de part de marché[réf. nécessaire], puis le 7 janvier 2008 où l'émission recueille 8,4 % du part de marché [réf. nécessaire].
Le 13 février 2008, profitant d'une grève sur France 2 qui provoque l'annulation de Télématin, La Matinale voit doubler son audience habituelle en réunissant 600 000 téléspectateurs soit 16 % de part de marché[réf. nécessaire] .
Excepté ce record, après avoir passé la barre des 300 000 téléspectateurs le 14 octobre 2008 lors d'une spéciale « La Matinale repique sa crise » (302 000 téléspectateurs soit 7,3 % de part de marché[réf. nécessaire] , l'émission animée Par Maïtena Biraben réunit 345 000 téléspectateurs le 21 octobre 2008 (soit 7,4 % de part de marché)[réf. nécessaire].

## Chroniqueurs

### Saison2005/2006
Marie Colmant, Alessandra Sublet, Valérie Astruc, Florence Willaert, Vanessa Dolmen, Léon Mercadet, Arnaud Viviant, Gilles Delafon, Laurent Seksik et Xavier Leherpeur

### Saison2006/2007
Marie Colmant, Léon Mercadet, Caroline Roux, Daphné Bürki, Gilles Delafon, Xavier Leherpeur, François Bégaudeau, Arnaud Viviant, Mouloud Achour et Xavier de La Porte.

### Saison2007/2008
Marie Colmant, Léon Mercadet, Caroline Roux, Daphné Bürki, Christophe Beaugrand, Mouloud Achour, Gilles Delafon, Xavier Leherpeur, François Bégaudeau et Xavier de la Porte.

### Saison2008/2009
Marie Colmant, Léon Mercadet, Caroline Roux, Gilles Delafon, Christophe Beaugrand, Geoffroy Roux de Bézieux, Emmanuel Laurentin, Xavier Leherpeur, François Bégaudeau, Raphäl Yem.

### Saison2009/2010
Clara Dupont-Monod, Sylvère-Henry Cissé, Gilles Delafon, Rokhaya Diallo, Xavier Leherpeur, Léon Mercadet, Christophe Ono-dit-Biot, Caroline Roux, Emmanuelle Talon.

### Saison2010/2011
Abdel Bounane, Clara Dupont-Monod, Sylvère-Henry Cissé, Gilles Delafon, Rokhaya Diallo, Cyrille Eldin, Sophie Marie Larrouy, Xavier Leherpeur, Léon Mercadet, Caroline Roux, Julia Vignali.

### Saison2011/2012
Abdel Bounane, Clara Dupont-Monod, Sylvère-Henry Cissé, Gilles Delafon, Rokhaya Diallo, Cyrille Eldin, Sophie Marie Larrouy, Xavier Leherpeur, Léon Mercadet, Caroline Roux, Julia Vignali, Nicolas Bouzou.

### Saison2012/2013
Abdel Bounane, Sylvère-Henry Cissé, Gilles Delafon, Xavier Leherpeur, Léon Mercadet, Aude Pépin, Nicolas Bouzou, Apolline de Malherbe, Rebecca Manzoni, Marie Audran, Julia Molkhou, Clara Dupont-Monod, Oriane Jeancourt, Kady Adoum-Douass.